# Curva Z

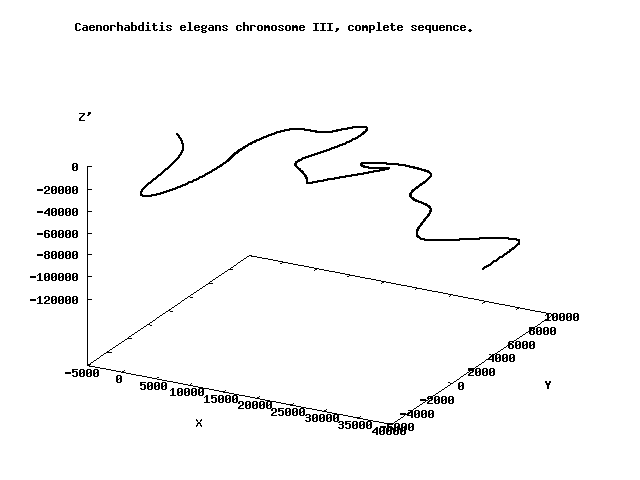
Curva Z do cromossomo III da C. elegans

O método da Curva Z (ou Curva-Z ) é um algoritmo de bioinformática para análise do genoma . A Curva-Z é uma curva tridimensional que constitui uma representação única de uma sequência de DNA, ou seja, para dadas Curva-Z e sequência de DNA, ambas podem ser reconstruídas univocamente a partir da outra . A curva resultante tem uma forma em ziguezague, daí o nome Curva-Z.

## Fundamentação
O método da Curva Z foi criado em 1994 como uma forma de mapear visualmente uma sequência de DNA ou RNA. Diferentes propriedades da Curva Z, como sua simetria e periodicidade, podem fornecer informações únicas sobre a sequência de DNA. A curva Z é gerada a partir de uma série de nós: P0, P1..PN, com as coordenadas xn, yn e zn (n = 1, 2...N, sendo N o comprimento da sequência de DNA). A Curva Z é criada conectando-se cada um dos nós sequencialmente.
{\displaystyle x_{n}=(A_{n}+G_{n})-(C_{n}+T_{n})}
{\displaystyle y_{n}=(A_{n}+C_{n})-(G_{n}+T_{n})}
{\displaystyle z_{n}=(A_{n}+T_{n})-(C_{n}+G_{n})}
{\displaystyle n=0,1,2,...N}

## Aplicações
Informações sobre a distribuição de nucleotídeos em uma sequência de DNA podem ser determinadas a partir da Curva Z. Os quatro nucleotídeos são combinados em seis categorias diferentes. Os nucleotídeos são atribuídos a cada categoria de acordo com alguma característica e cada categoria é designada por uma letra.
| Purina     | R = A, G | Amino | M = A, C | Ligações de hidrogênio fracas | W = A, T |
| Pirimidina | Y = C, T | Ceto  | K = G, T | Ligações de hidrogênio fortes | S = G, C |

Os componentes x, y e z da Curva Z mostram a distribuição de cada uma dessas categorias de bases para a sequência de DNA em estudo. O componente x representa a distribuição de bases de purinas e pirimidinas (R/Y). O componente y mostra a distribuição das bases amino e ceto (M/K) e o componente z mostra a distribuição ligações de hidrogênio fortes e fracas (S/W) na sequência de DNA.
O método da Curva Z tem sido usado em muitas áreas diferentes da pesquisa genômica, como identificação de origem de replicação, predição de genes ab initio, identificação de isócoros, identificação de ilhas genômicas e genômica comparativa. A análise da Curva Z também mostrou-se capaz de prever se um gene contém íntrons.

## Pesquisa
Experimentos mostraram que a Curva Z pode ser usada para identificar a origem de replicação em vários organismos. Um estudo analisou a Curva Z de várias espécies de Archaea e descobriu que o oriC está localizado em um pico acentuado da curva seguido por uma ampla base. Esta região era rica em bases AT e tinha múltiplas repetições, o que é esperado para locais de origem de replicação. Este e outros estudos similares foram usados para gerar um programa capaz de prever as origens de replicação a partir da Curva Z.
A curva Z também tem sido usada experimentalmente para determinar relações filogenéticas. Em um estudo, um novo coronavírus na China foi analisado usando análise de sequência e o método da Curva Z para determinar sua relação filogenética com outros coronavírus. Foi determinado que semelhanças e diferenças em espécies próximas podem ser rapidamente determinadas examinando visualmente suas curvas Z. Um algoritmo foi criado para identificar o centro geométrico e outras tendências nas Curvas Z de 24 espécies de coronavírus. Os dados foram usados para criar uma árvore filogenética. Os resultados corresponderam à árvore gerada através da análise de sequência. O método da Curva Z provou ser superior porque, enquanto a análise de sequência cria uma árvore filogenética baseada apenas em sequências de codificação no genoma, o método da Curva Z analisou o genoma inteiro.

## Ligacões externas
- O banco de dados da curva Z (inglês)
- «Ori-Finder». Centre of Bioinformatics, Tianjin University (TUBIC) (inglês) — um programa Web gratuito para prever "origens de replicação" usando Curvas Z.
- Explorador de threads ENCODE (inglês) Conexões tridimensionais em todo o genoma. Natureza (revista)
- ZCurve (inglês)
- Introdução às Curvas Z. (inglês)http://tubic.tju.edu.cn/zcurve/introduce.php
- Identifique os Locais de Início dos Genes usando Curvas Z. (inglês) http://tubic.tju.edu.cn/GS-Finder/